# نادیولو

نادیولو شهری در شهرستان سابو در استان بولکیمده در بورکینافاسوی غربی مرکزی است جمعیت آن ۳۳۸۲ نفر است.